# Brilliant Classics
Brilliant Classics est un label discographique néerlandais de musique classique, basé à Leeuwarden. Il est réputé pour ses éditions CD à prix abordables des œuvres complètes de J.-S. Bach, Mozart, Beethoven et d'autres compositeurs. Le label est également spécialisé dans les nouveaux enregistrements de musique ancienne, de chambre, d’orgue et de piano,,.

## Mission
Depuis sa création, Brilliant Classics cherche à apporter la musique  à un large public en offrant ses enregistrements à des prix abordables. Sa stratégie de distribution dans les supermarchés et les drugstores a permis d’introduire la musique classique sur un marché de masse alors que la plupart des autres labels s’adressaient à un public spécialisé. Un de ses plus célèbres coffrets est celui des œuvres complètes de J.S. Bach vendu à plus de 500 000 exemplaires. Bien que le CD soit encore le principal medium, les nouvelles versions sont également disponibles en téléchargement ou en streaming.

## Histoire
Le label est fondé en 1995, et son directeur artistique depuis lors, est Pieter van Winkel, pianiste et producteur de disques. Les enregistrements de Brilliant Classics sont initialement vendus exclusivement par les points de vente de Kruidvat, une chaîne de drugstores présente aux Pays-Bas et en Belgique. Le prix de détail était très bas, et encourage la consommation de masse selon un modèle différent des modèles habituels du monde de la musique classique. Le succès de cette entreprise conduit à une distribution internationale dans d'autres pays européens, dont le Royaume-Uni, où les enregistrements de Brilliant Classics sont vendus dans les chaînes de magasins Superdrug et Aldi et en Allemagne dans les supermarchés Rossmann. 
En 2007, Brilliant Classics devient partie intégrante des médias étrangers voués à la musique, et membre du Foreign Media Group (FMG). En septembre 2010, le label est vendu à une société d'investissement néerlandaise, Triacta BV qui, après restructuration, le revend à la société Edel AG, un groupe de divertissement allemand bénéficiant d'une présence historique sur le segment classique du marché avec Berlin Classics. Le label est désormais distribué en Europe et en Amérique du Nord, en Australie et en Extrême-Orient.

## Politique éditoriale
Depuis l'année 2000, Brilliant Classics réalise la sortie de plus d'une centaine d’albums par an, avec en moyenne plus de six nouveaux enregistrements chaque mois. Le répertoire pour les nouveaux enregistrements est choisi sur la base de l'intérêt montré par les amateurs de classiques, intéressés  par des musiques nouvellement disponibles dans des genres tels que la Renaissance et la musique baroque vocale, le classique de chambre ou  des compositeurs de la fin du XXe siècle ainsi que des musiques minimalistes pour piano.

## Coffrets
Les coffrets présentent soit les œuvres complètes d'un compositeur ou une partie importante de leur production. Vers le milieu de 2015, le label avait sorti des coffrets consacrés à C.P.E. Bach, Bach, Beethoven, Berlioz, Boccherini, Borodine, Brahms, Cabezón, Chopin, Corelli, Couperin, Dessau, Dvořák, Eisler, Fauré, Franck, Frescobaldi, Grieg, Händel, Haydn, Hummel, Liszt, Martinů, Mendelssohn, Mozart, Moussorgski, Rachmaninov, Rimski-Korsakov, Rodrigo, Schubert, Schumann, Schütz, Chostakovitch, Richard Strauss, Tallis, Tchaïkovski, Telemann et Vivaldi. Tous ces coffrets ne sont pas disponibles à tout moment en raison de restrictions de licences, mais ils sont régulièrement réédités avec de nouveaux contenus.
Le premier de ces coffrets fut celui consacré à la musique de J.S. Bach. Presque toutes les exécutions du coffret sont faites selon des pratiques d'interprétation historique, et ce qui est inhabituel pour les grandes séries, plus de la moitié de l'ensemble avait été nouvellement enregistré à cet effet. Cela comprenait un ensemble complet des 199 cantates sacrées existantes, enregistrées au cours d'une période d'un an par le Holland Boys Choir et leur chef de chœur, Pieter Jan Leusink, avec le Bach Collegium des Pays-Bas.
Depuis l'acquisition par Edel AG, les prix des coffrets sont augmentés dans des proportions considérables. À titre d'exemple, le coffret Richard Strauss Edition, vendu moins de 70€ dans les grandes surfaces culturelles lors de sa parution en 2011, est vendu aujourd'hui 292€, ce qui représente plus qu'un triplement. Les prix multipliés par quatre ou cinq ne sont pas rares (par exemple sur les intégrales de Mozart ou Beethoven).

## Artistes
Bien que Brilliant Classics soit avant tout un label de réédition classique,  il a nourri la carrière de plusieurs artistes dont les albums sont devenus des best-sellers, et qui ont trouvé une notoriété internationale grâce à leurs enregistrements.
La pianiste d'origine hongroise, Klára Würtz, a enregistré l'intégrale des sonates de Mozart, plusieurs albums de Schumann, la musique de chambre de Beethoven, Schubert, Schumann et Brahms et des concertos de Mozart, Ravel, Rachmaninov et Bartók, entre autres. Le pianiste néerlandais Bart van Oort a enregistré des musiques romantiques et classiques et au début de Brilliant Classics des morceaux de J.C. Bach à Chopin. John Field sur des instruments d’époque ; le pianiste norvégien Håkon Austbø a réalisé des albums de Grieg,  des albums complets des  sonates pour piano de Scriabine et l’intégrale de la musique de piano de Janáček.
Le claveciniste néerlandais et chef d'orchestre Pieter-Jan Belder a enregistré l'intégrale des sonates de Domenico Scarlatti et de la musique de Rameau, JS et C.P.E Bach, ainsi que les tout premiers enregistrements complets des sonates de Antonio Soler et du Fitzwilliam Virginal Book. D'autres musiciens travaillant avec le label dans la tradition de la musique ancienne néerlandaise ont inclus Musica ad Rhenum avec leur directeur, le flûtiste Jed Wentz, et le violoncelliste / chef d'orchestre Jaap ter Linden, qui a enregistré un cycle complet des symphonies de Mozart.
À partir de 2009, le pianiste néerlandais Jeroen van Veen a enregistré plusieurs albums et collections de musique minimale pour piano par des compositeurs tels Philip Glass, Ludovico Einaudi et Simeon ten Holt. Ces albums ont rencontré un succès tant commercial que critique: notamment dans le magazine Gramophone. Parmi les artistes les plus éminents ayant enregistré pour Brilliant Classics, le chef d'orchestre russe Roudolf Barchaï, dont le cycle de symphonies de Chostakovitch (1994-2000) enregistrées avec l’Orchestre symphonique de la WDR de Cologne a été rapidement reconnu comme un fer de lance dans son domaine. 
Brilliant Classics s’est  également spécialisé dans la formation de partenariats fructueux avec des ensembles et des musiciens italiens, comme avec le violoniste Federico Guglielmo de L'Arte dell'Arco ; Federico Maria Sardelli de Modo Antiquo ; Enrico Casazza de La Magnifica Comunità ; le claveciniste et organiste Simone Stella, qui a enregistré la musique de clavier complet de Buxtehude et Georg Böhm ; et le joueur de clavier et chef d'orchestre Roberto Loreggian  qui a enregistré des albums de J.S. Bach, Telemann et Galuppi ainsi Frescobaldi, qui rassemble sur 17 CD toute la musique existante de « l'un des plus grands compositeurs de la première moitié du XVIIe siècle ». 
Les jeunes artistes du label comprennent le virtuose néerlandais Erik Bosgraaf, qui a fait des enregistrements de musique allant  de Vivaldi à Boulez ; le luthiste espagnol Miguel Yisrael ; l'organiste italien Stefano Molardi, qui a enregistré les œuvres complètes pour orgue de J.S. Bach ; et le violoniste hongrois Kristóf Baráti, qui a enregistré en solo le répertoire de chambre de Bach à Brahms et Bartók. La pianiste italienne Vanessa Benelli Mosell  a fait deux premiers enregistrements pour Brilliant Classics, dont Liszt qualifié d'« impressionnant, raffiné, et nuancé », par le magazine Gramophone.